# Národní park Mana Pools
Národní park Mana Pools je chráněná oblast o rozloze 219 600 hektarů (543 000 akrů) na severu Zimbabwe. Jedná se o oblast dolního toku Zambezi, kde se během období dešťů záplavová oblast mění v rozsáhlou síť jezer. Jak jezera postupně vysychají a ustupují, přitahuje tato oblast velké množství zvířat hledajících vodu, což z ní činí jednu z nejznámějších oblastí Afriky pro pozorování divoké zvěře.
Park byl v roce 1984 zapsán na seznam světového dědictví UNESCO společně s oblastmi Sapi Safari (118 000 ha) a Chewore Safari (339 000 ha), což dohromady činí 676 600 hektarů (1 672 000 akrů). Mana Pools byly rovněž 3. ledna 2013 zařazeny na seznam mokřadů mezinárodního významu podle Ramsarské úmluvy. Národní park Mana Pools je světovým dědictvím díky své divoké přírodě a kráse. Je domovem mnoha druhů savců, více než 350 druhů ptáků a vodních živočichů a patří k nejdivočejším a nejlépe zachovaným přírodním oblastem na světě.

## Ekologie
Slovo Mana znamená v šonštině „čtyři“, což odkazuje na čtyři velké trvalé tůně vytvořené meandry středního toku Zambezi. Tato oblast o rozloze 2 500 km², tvořená říčními břehy, ostrovy, písečnými mělčinami a jezírky, lemovaná lesy mahagonů, divokých fíků, ebenovníků a baobabů, je jedním z nejméně rozvinutých národních parků v jižní Africe. Má největší koncentraci hrochů a krokodýlů v zemi a během suchého období zde žijí velké populace zeber, slonů a buvolů kaferských. V oblasti se také vyskytují ohrožené druhy jako lev, gepard, africký divoký pes a téměř ohrožené druhy jako levhart a hyena čabraková.
Když byla oblast zapsána na seznam UNESCO, byla jedním z nejvýznamnějších útočišť pro východoafrického černého nosorožce s přibližně 500 jedinci. Do roku 1994 však pytláctví snížilo jejich počet na pouhých 10, kteří byli poté přemístěni do jiné oblasti kvůli ochraně.

## Hrozby
Ministerstvo hornictví a těžby Zimbabwe oznámilo 28. dubna 2023, že společnost Shalom Mining Corporation Pvt Ltd podala žádost o povolení k průzkumu ropy a zemního plynu v oblasti s mimořádně vysokou ochranářskou hodnotou poblíž Mana Pools. Pokud by k těžbě došlo, mohla by být nedaleká památka světového dědictví ohrožena.

## Ochrana
Oblast byla zachráněna před vodní elektrárnou na začátku 80. let, která by způsobila její zatopení. Ekologii oblasti však ovlivňuje regulace přehrady Kariba a panují obavy, že další plánovaná přehrada na řece Zambezi v Mupata Gorge by mohla zásadně ohrozit hodnotu této oblasti. Nedávno byla oblast znovu zachráněna před projektem přehrady v Mupata Gorge, když byla zvolena varianta přehrady Batoka.

## Okolní oblasti
Park sousedí se zambijským národním parkem Dolní Zambezi na opačné straně řeky Zambezi. Rozšířená oblast zapsaná na seznamu UNESCO sousedí také s oblastmi Urungwe Safari (287 000 ha), Dande Safari (52 300 ha) a Doma Safari (76 400 ha).

## Galerie

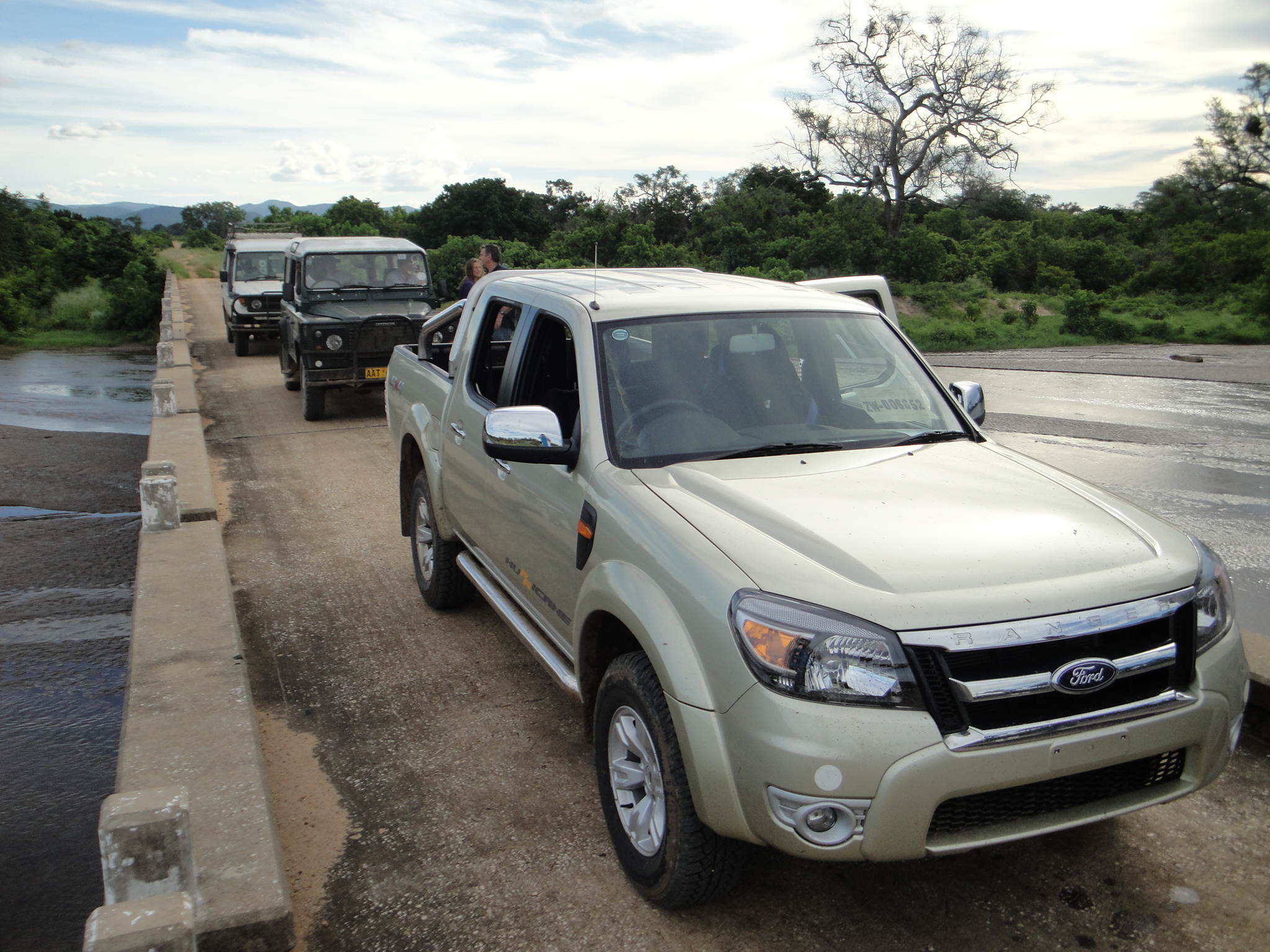
Most na řece Rukomechi poblíž brány Nyakasikana
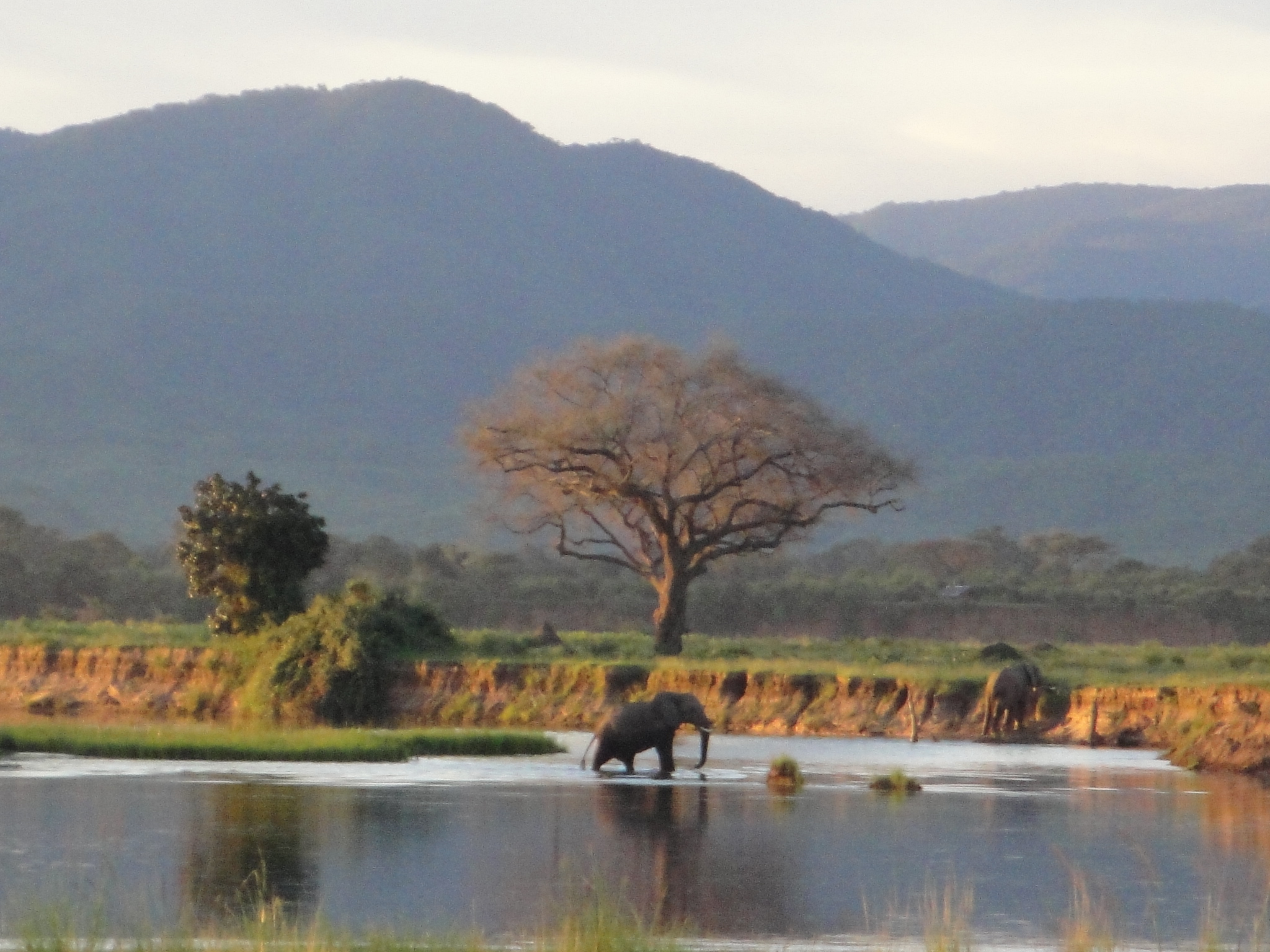
Řeka Zambezi poblíž Mutsango Lodge
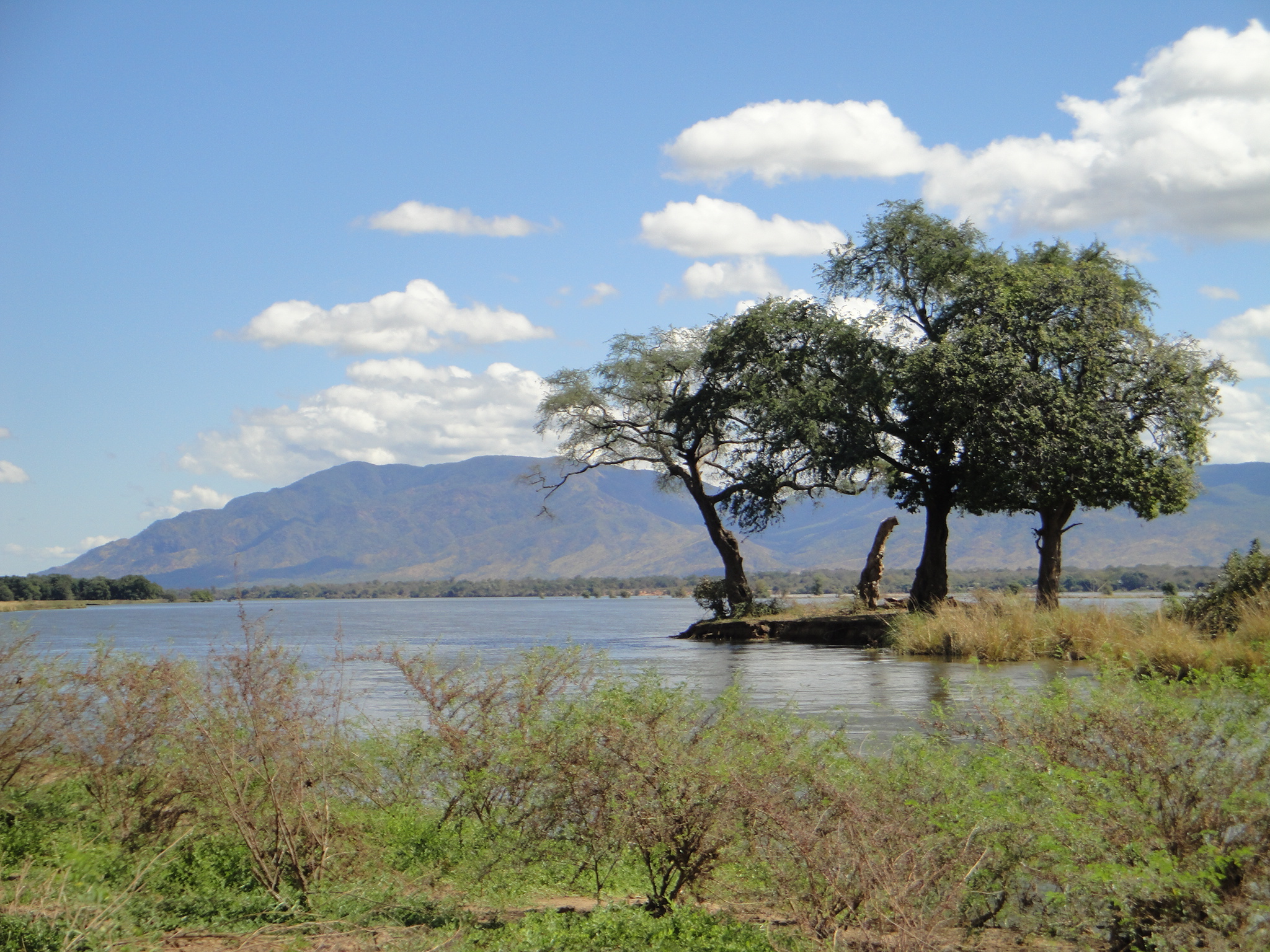
Pohled přes řeku Zambezi na Zambezský sráz v Zambii
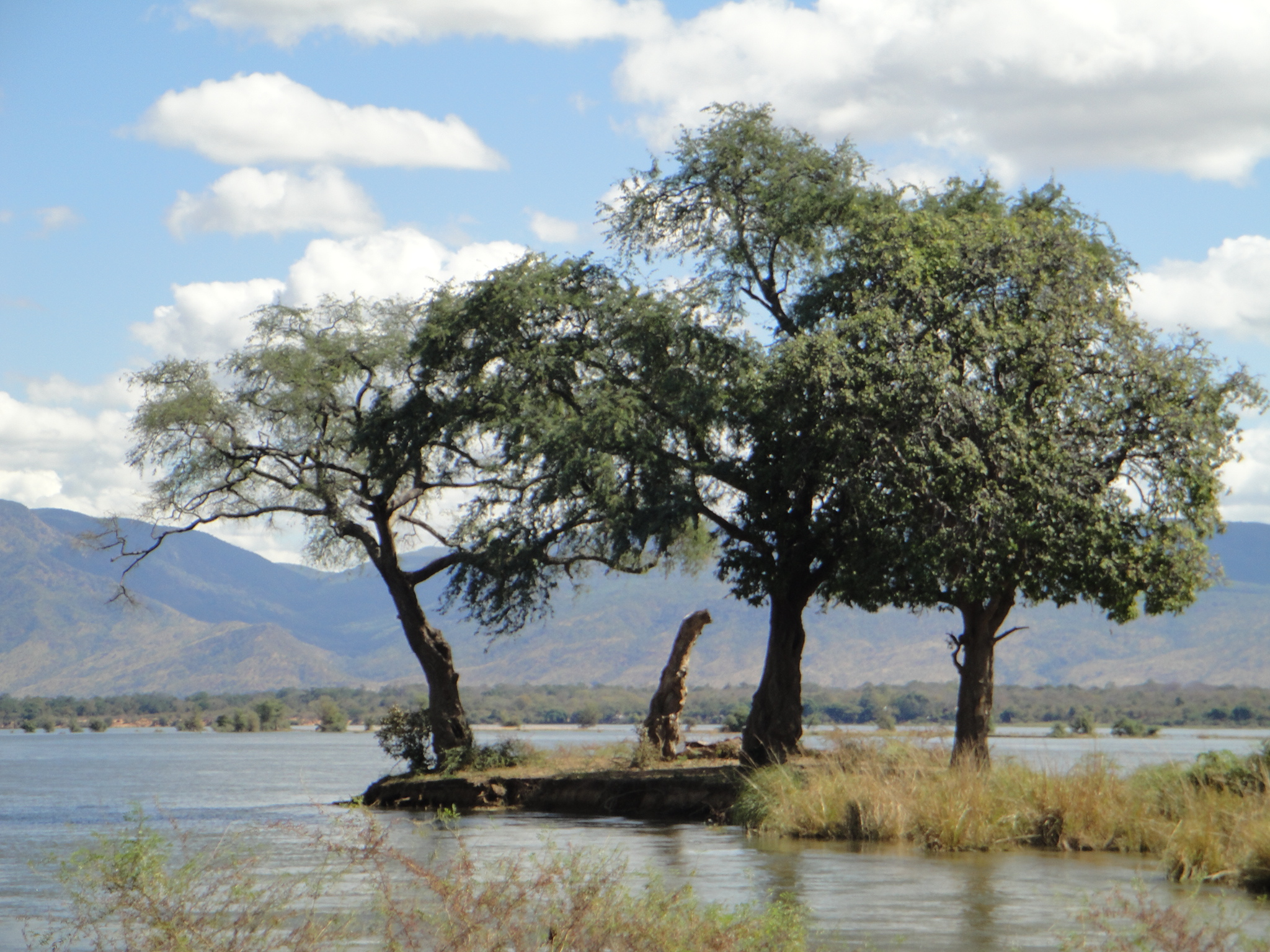
Ostrov na řece Zambezi
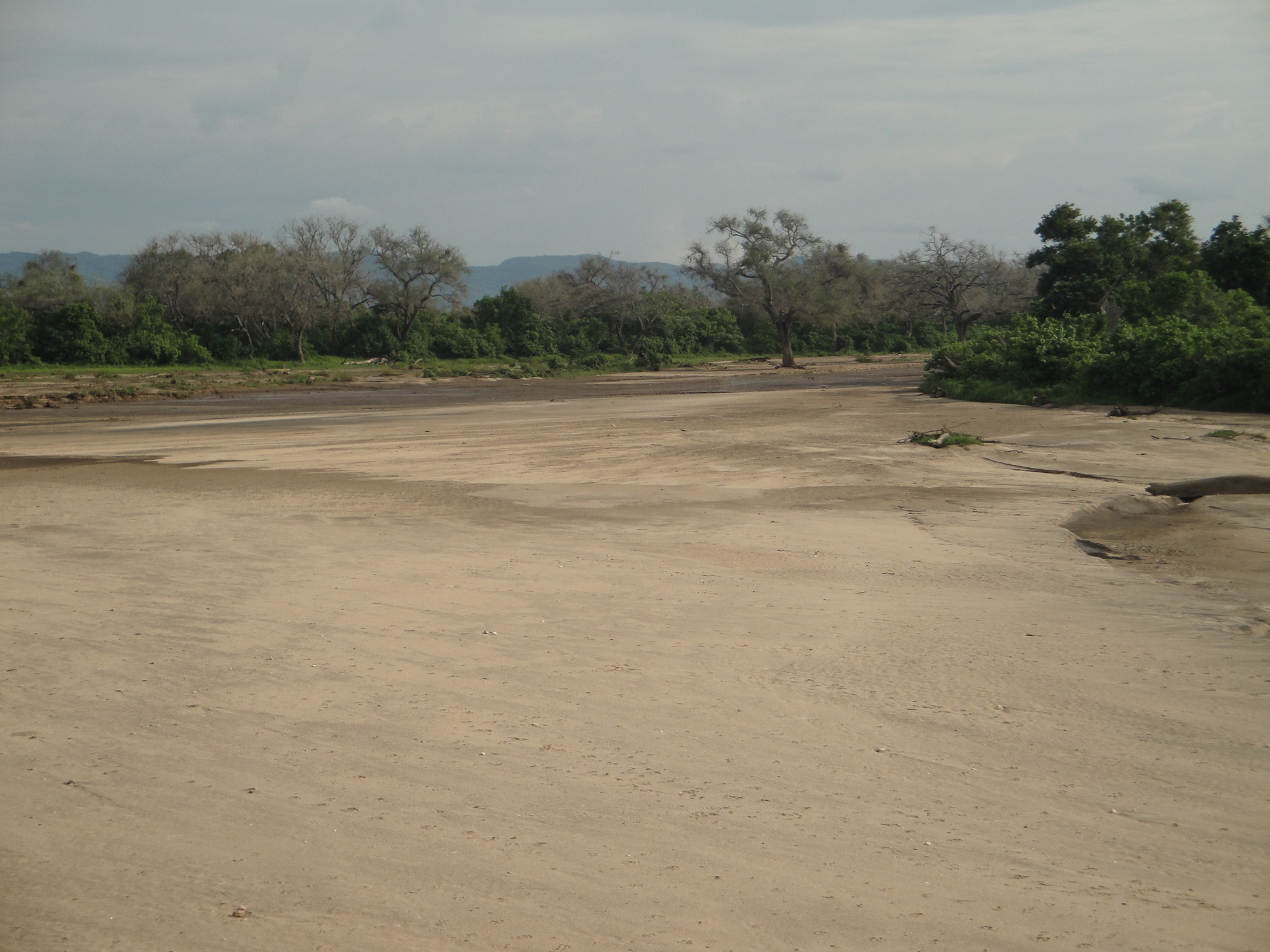
Řeka Rukomechi z mostu Nyakasikana